# Аксаріно (Маріїнсько-Посадський район)
Акса́ріно (рос. Аксарино, чув. Аксарин) — присілок у складі Маріїнсько-Посадського району Чувашії, Росія. Адміністративний центр Аксарінського сільського поселення.
Населення — 577 осіб (2010; 693 у 2002).
Національний склад:
- чуваші — 99 %